# Lucia Kupčíková
Lucia Kupčíková (* 28. August 1984 in Poprad) ist eine ehemalige slowakische Basketballspielerin.

## Karriere

### Vereinskarriere
Lucia Kupčíková begann ihre Karriere in ihrer Heimatstadt beim ŽBK Poprad und spielte zwischen 2003 und 2006 für die erste Mannschaft des Vereines, wo sie mit dem Verein in der Extraliga, der höchsten slowakischen Liga im Frauen-Basketball, jeweils Dritte werden konnten. Zur Saison 2007/08 wechselte sie zum damaligen Rekordmeister MBK Ružomberok. In ihren drei Spielzeiten beim Klub aus der Stadt Ružomberok erreichte sie mit ihrer Mannschaft jeweils das Playoff-Finale. Dort musste man sich aber immer dem Team aus Košice, welches jeweils unter einem anderen Namen (K CERO VODS Košice, KOSIT 2013 Košice und Maxima Broker Košice) antrat geschlagen geben. Zur Saison wechselte zu eben jenem Klub, welcher nun unter dem slowakischen Namen Dobrí anjeli Košice oder dem englischen Namen Good Angels Košice agierte. Für den Verein spielte sie mit einer Unterbrechung, da sie im Januar 2014 in Mutterschaftsschutz ging und in der Saison 2014/15 sich eine Elternzeit nahm, bis 2017 und in jeder Saison konnte sie mit dem Verein die slowakische Meisterschaft gewinnen.
Zudem konnte sie mit der Mannschaft aus Košice auch international Erfolge feiern. So konnten sie beide Austragungen der Middle European League (2011/12 und 2012/13) gewinnen. Und in der Saison 2016/17 gewann Lucia Kupčíková mit den Good Angels Košice die Eastern European Women’s Basketball League. Nach der Saison beendete sie ihre Karriere. Doch Anfang 2018 gab sie ihr kurzzeitiges Comeback in der Extraliga bekannt, um ihren Heimatklub ŽBK Poprad in den Playoffs zu unterstützen.

### Nationalmannschaft
Während ihrer Karriere war Lucia Kupčíková auch lange in der slowakischen Nationalmannschaft aktiv. So vertrat sie die Slowakei zum Beispiel erstmals bei der Qualifikation zur Europameisterschaft 2005 und letztmals bei der Qualifikation zur Europameisterschaft 2017.

## Erfolge
Vereinstitel
- slowakischer Meister: 2009/10–2012/13, 2013/14 1, 2015/16, 2016/17
- Gewinn der Middle European League: 2011/12, 2012/13
- Gewinn der European Women’s Basketball League: 2016/17

persönliche Auszeichnungen
- slowakische Basketballspielerin des Jahres: 2011–2013